# Aneogmena secunda
Aneogmena secunda är en tvåvingeart som först beskrevs av Villeneuve 1929.  Aneogmena secunda ingår i släktet Aneogmena och familjen parasitflugor. Inga underarter finns listade i Catalogue of Life.